# Terseglav
Terseglav (ali tudi Trseglav) je priimek več znanih Slovencev:
- Barbara J. Terseglav (Barbara Juršič), prevajalka
- Franc Terseglav (1882—1950), časnikar, urednik, esejist in prevajalec
- Jernej Terseglav, pesnik
- Marko Terseglav (*1947), literarni zgodovinar, folklorist in etnolog
- Mojca Seliškar Terseglav (*1947), pesnica

Trseglav:
- Dolores Trseglav, pesnica (izseljenska)
- Gaber K. Trseglav (*1973), igralec